# Antero Greco
Antero Greco (São Paulo, 2 de junho de 1954 – São Paulo, 16 de maio de 2024) foi um jornalista brasileiro.
Era comentarista do programa SportsCenter da ESPN Brasil e também participou de jogos transmitidos pelos canais ESPN. Além disto, foi colunista do jornal O Estado de S. Paulo, um dos mais tradicionais jornais brasileiros, e tinha um blogue ("Viramundo") no site do jornal. Em meados de 2017 também criou a página Antero Greco Jornalista, na rede social Facebook.

## Biografia e carreira
Nascido no bairro do Bom Retiro, filho dos imigrantes italianos Giovanni Greco e Ernestina Ferraro, Antero fez o ginásio (atual segunda etapa do ensino fundamental) e segundo grau (atual ensino médio) no Liceu Coração de Jesus, colégio administrado por padres da congregação católica Salesianos de Dom Bosco.  
Formou-se em Jornalismo pela Escola de Comunicações e Artes da Universidade de São Paulo (ECA-USP). Começou a carreira jornalística em 1974, como revisor d'O Estado de S. Paulo. Três anos mais tarde, foi promovido a repórter de Esportes. Nessa editoria, também exerceu as funções de chefe de reportagem, repórter especial e editor assistente. Em 1989, trocou o Estado pela Agência Estado, do mesmo grupo editorial. No começo de 1992, retornou ao "Estadão", para ser editor de Esportes, cargo que ocupou até o final de 1993.
Entre janeiro de 1994 e dezembro de 2000, trabalhou no Diário Popular (atualmente Diário de S. Paulo), como chefe de reportagem, editor assistente e colunista.
Voltou ao Estadão no final de 2000, a convite de Sandro Vaia, ex-diretor do jornal e com o qual havia trabalhado na fase de reformulação da Agência Estado no final dos anos 1980. Entre setembro de 2006 e dezembro de 2009 foi novamente editor de esportes do jornal. Em 14 de novembro de 2018, Antero deixou o jornal.
Antero teve também breve passagem pelo extinto Popular da Tarde (em julho de 1989), pela Folha de S. Paulo (entre setembro e novembro de 1989) e pela Band. Na Band, participou das primeiras transmissões do Campeonato Italiano, em 1983, com o narrador Edgard de Mello Filho e o comentarista Pedro Luiz Paoliello.

### ESPN
A ligação com a ESPN Brasil começou em fevereiro de 1994, ao ser chamado por José Trajano para compor a primeira equipe de transmissão do canal (na época, ainda era TVA Esportes), ao lado do narrador Nivaldo Prieto e dos repórteres Paulo Calçade e Gilvan Ribeiro. Na emissora, participou da criação do programa Futebol no Mundo, do qual também foi um dos redatores até o início de 2000.
Ainda naquele ano, passou a participar também do SportsCenter, que substituiu o Trinta Minutos, em mudança introduzida durante a Olimpíada de Sydney. Em seguida, formou dobradinha com Paulo Soares, o "Amigão", e em pouco tempo ambos se fixaram como os apresentadores 'oficiais' do programa. O jornal do fim de noite é marca registrada dos canais ESPN, e a dupla caiu no gosto do público pela descontração (e seriedade) com que conduz o programa. São antológicos os frequentes ataques de riso de Antero e Amigão, causados principalmente por nomes engraçados de atletas mencionados nas matérias e eventuais cacofonias. Vários desses episódios viraram hits da internet.

## Morte
Em 10 de maio de 2024, Paulo Soares, o Amigão, com quem dividiu a bancada da programação do Sportscenter por vários anos, anunciou que Antero estava acometido por um tumor cerebral desde 2022, já em estado avançado. O jornalista fez o comunicado através de uma carta publicada na coluna de Juca Kfouri no UOL.
Antero morreu por complicações do tumor na manhã do dia 16 de maio de 2024, aos 69 anos de idade. Vários clubes de futebol e jornalistas colegas prestaram suas homenagens ao jornalista; além disso, a ESPN Brasil lançou ao ar uma edição especial do SportsCenter em sua homenagem. Coincidentemente, Antero Greco faleceu no mesmo dia que Silvio Luiz e no dia seguinte à morte de Washington Rodrigues, conhecido como Apolinho, todos eles grandes nomes do esporte brasileiro, em especial do futebol.
Antero foi velado e sepultado no Cemitério do Redentor em São Paulo na presença de familiares e amigos.

## Prêmios e Indicações
| Ano  | Prêmio                                                                     | Categoria                    | Resultado | Ref.   |
| ---- | -------------------------------------------------------------------------- | ---------------------------- | --------- | ------ |
| 2011 | Troféu ACEESP (Associação dos Cronistas Esportivos do Estado de São Paulo) | Colunista de Jornal Impresso | Indicado  | [ 17 ] |
| 2014 | Troféu ACEESP (Associação dos Cronistas Esportivos do Estado de São Paulo) | Colunista de Jornal Impresso | Indicado  | [ 18 ] |
| 2021 | Prêmio Comunique-se                                                        | Esportes: Mídia Escrita      | Indicado  | [ 19 ] |